# Berliner Sport-Club
Der Berliner Sport-Club e. V., kurz Berliner SC, ist ein Sportverein mit Sitz in Berlin-Wilmersdorf, der aus folgenden Abteilungen besteht:
Aerobic, Ausgleichssport, Badminton, Basketball, Fußball, Gymnastik, Handball, Hockey, Kick-Boxen, Leichtathletik, Rugby, Schwimmen, Sport und Kitas, Tennis, Tischtennis, Tradition, Volleyball.

## Geschichte

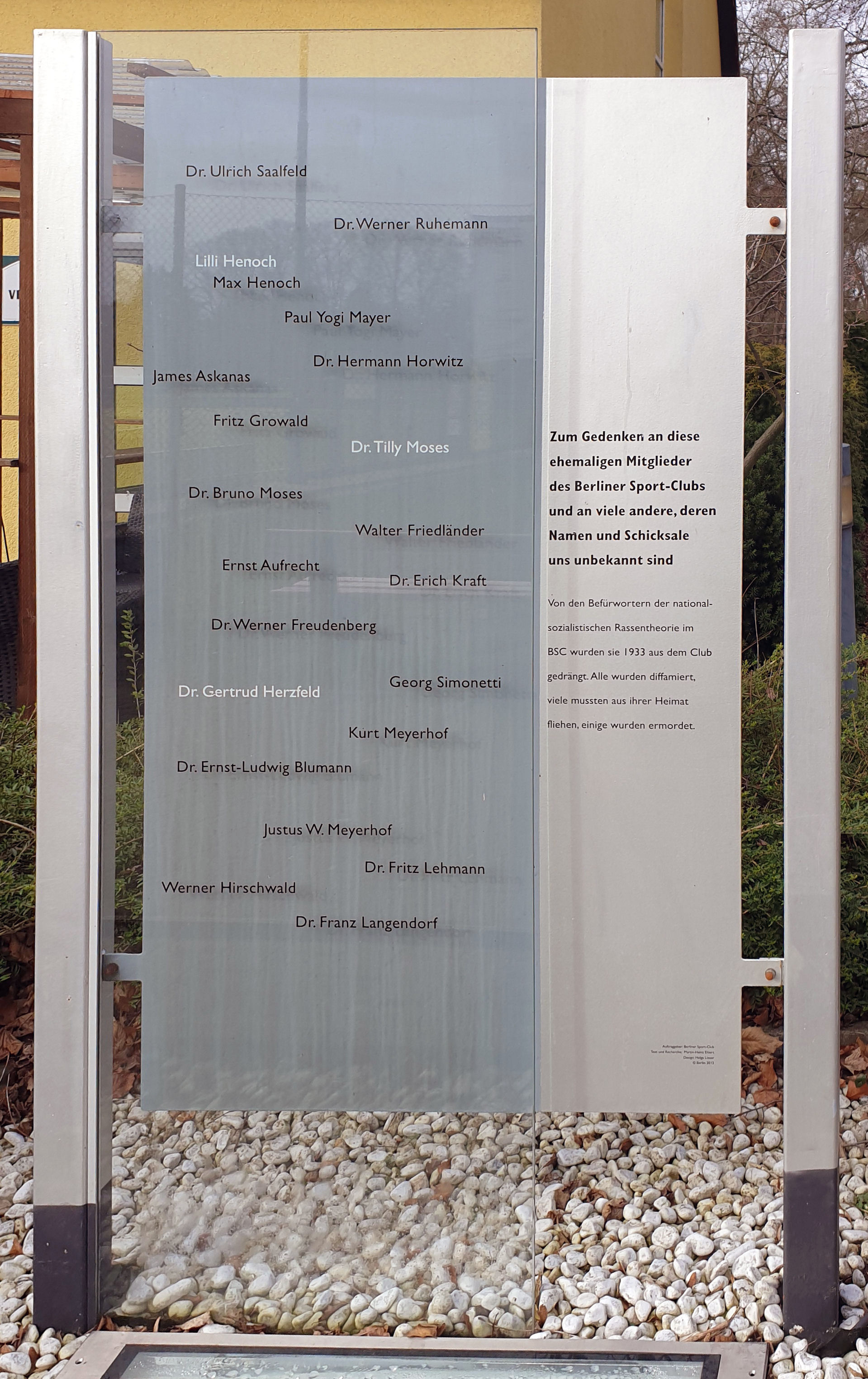
Gedenktafel für die ehemaligen Mitglieder des Sportclubs

1895 wurde der Amateur-Sport-Club gegründet, 1896 wurde der Sport-Club Berlin durch Carl Diem gegründet.
Beide Vereine sowie der Verein Marcomannia schlossen sich zum Sport-Club 1895/1896 zusammen, dessen Name 1905 durch Carl Diem in Berliner Sport-Club geändert wurde. Kern dieses Vereins war die Leichtathletik, wobei man dennoch für alle Sportarten offen war. Carl Diem wurde Vorsitzender des Vereins. Im selben Jahr erfolgte die Gründung der Hockey-Abteilung.
1913 wurde die Amerika-Abteilung gegründet, die auf 200 Mitglieder limitiert wurde. Es gab auch eine Ring- und Boxabteilung sowie eine Offiziersabteilung. Er zählte 1914 mehr als 2.000 Mitglieder. Neben der Aufnahme der Fußballabteilung etablierten sich in den 1920er Jahren die Abteilungen Hockey und Handball. Der BSC erhielt an der AVUS eine Sportanlage, die Hockeyabteilung erhielt Spielplätze an der Cicerostraße in Berlin-Wilmersdorf.
Im BSC wurde 1925 der Sportärzteausschuss unter der Leitung von Hans Eicke gegründet. Hieraus ging später der von Werner Ruhemann gegründete Deutsche Sportärzte-Bund hervor. 1934 erfolgte die Aufnahme einer Rugby-Abteilung in den BSC.
Nachdem die Vereine im Nachkriegsberlin von den Alliierten aufgelöst worden waren, sammelten sich die ehemaligen Mitglieder des BSC in der Sportgruppe Eichkamp neu.
1952 wurde der Hubertus-Sportplatz sportliche Heimat des BSC. 1990 wurde das Clubhaus des Vereines fertiggestellt.
1989 erhielt die Hockeyabteilung das Grüne Band für hervorragende Talentförderung im Hockey. Der BSC wurde 1995 Förderverein des LSB-Programms Fit für Freizeit.
Das Modellprojekt Modernisierung von Vereinen und Verbänden wurde 2001 initiiert. 2002 wurde der BSC frauen- und kinderfreundlichster Verein in Berlin. 2003 wurde der BSC familienfreundlichster Verein in Berlin. 2006 erhielt der BSC die Auszeichnung für die beste Jugendarbeit.

## Abteilungen

### Badminton
Deutschlandweit bekannt wurde die Badmintonsparte des Berliner SC durch ihren zweijährigen Erstligaaufenthalt zwischen 1998 und 2000. Im Frühsommer des Jahres 2000 zog der damalige Vorstand die 1. Mannschaft wegen finanzieller Bedenken aus der 1. Bundesliga zurück. Die Folge des Rückzuges war ein sportlicher Abstieg um sieben Klassen. Mit Oliver Pongartz stellte der Berliner SC im Jahr 1999 den deutschen Meister im Herreneinzel und im Jahr 2000 den deutschen Vizemeister. In der Saison 2011/2012 ist die 1. Mannschaft wieder in die Regionalliga, die dritthöchste deutsche Spielklasse, aufgestiegen und konnte diese auch in der Folgesaison halten.
Aktuell nehmen neun Erwachsenenmannschaften sowie eine Jugendmannschaft am Spielbetrieb teil (Stand: September 2012).

### Fußball
Von 1909 bis 1911 wurde der Berliner SC Berliner Meister des von 1904 bis 1911 bestehenden Verbandes Berliner Athletik-Vereine. 1911 scheiterte man im Entscheidungsspiel um die Teilnahme an der deutschen Meisterschaft im Entscheidungsspiel gegen den Meister des Märkischen Fußball-Bundes FC Tasmania 1900 Rixdorf.
Ab 1911 spielte der Berliner SC im Verband Brandenburgischer Ballspielvereine, in dem er den einzigen für den Verband Berliner Athletik-Vereine reservierten Platz einnahm.
1923 wird die Fußballabteilung von Hertha 92 aufgenommen, da der Verein aufgrund illegaler Gelder vom Spielbetrieb ausgeschlossen worden war. Die Fußballabteilung trug fortan den Namen Hertha BSC und erreichte sechsmal in Folge (1926 bis 1931) das Endspiel um die deutsche Meisterschaft. In den beiden letzten Jahren (1930 und 1931) errang Hertha BSC seine beiden bisher einzigen Titel als Deutscher Fußballmeister. Unmittelbar nach der ersten Meisterschaft trennten sich die Herthaner wieder vom Berliner SC, der also Teilhabe am Gewinn der deutschen Meisterschaft 1930 hatte. Nach einer Abfindung in Höhe von 73.000 Reichsmark durfte die Hertha das Stadion am Gesundbrunnen sowie das durch die Finalteilnahmen bekannt gewordene „BSC“ behalten.
Nach dem Ausscheiden von Hertha BSC konnte die Fußballabteilung des BSC nicht an die Erfolge von Hertha BSC anknüpfen. So scheiterte man 1940/1941 in den Aufstiegsrunden in die Gauliga Berlin-Brandenburg. 1933 fusionierte der Berliner Sport-Club kurzzeitig mit dem Neuköllner FC Südstern zum Berliner SC Südstern 08. Diese Verbindung wurde aber 1935 wieder gelöst.
Von da an spielte der Verein durchgängig unterklassig und konnte auch während der deutschen Teilung bzw. der Zeit der Berliner Mauer keine nennenswerten Erfolge erzielen. Erst nach der Jahrtausendwende gelang der Sprung in die damals fünftklassige Verbandsliga Berlin, die für zwei Jahre gehalten wurde. Bis 2010 pendelte der BSC zwischen der Verbands- und der Landesliga. 
2010 gelang die Rückkehr in die inzwischen in Berlin-Liga umbenannte Spielklasse, die man seither hält und seit 2017 zu den stärksten Mannschaften gehört. In der ersten Hälfte der Abstiegssaison wurde der Berliner SC von Wolfgang Sidka trainiert. Seit der Rückrunde der Saison 2016/17 wurde die 1. Herrenmannschaft vom erfahrenen Wolfgang Sandhowe betreut, der das Team in der darauffolgenden Saison erstmals in das Finale des Berliner Verbandspokals (1:2 gegen den BFC Dynamo) führte. Nur wenige Wochen vor dem Pokalfinale sorgte der Tod des 24-jährigen BSC-Spielers Damantang „Dami“ Camara für Schlagzeilen, der beim Training aufgrund seines ihm bekannten Herzfehlers zusammenbrach und kurz darauf verstarb. In der Saison 2018/2019 war der vorherige Co-Trainer Fabian Gerdts der Trainer der ersten Mannschaft, das Team beendete die Saison auf Platz vier. Zur Spielzeit 2019/2020 übernahm Zeljko Ristic, der zuvor bereits mehrere Nachwuchsmannschaften des Berliner SC trainiert hatte, als Trainer der ersten Mannschaft. Die aufgrund der COVID-19-Pandemie („Corona“) abgebrochene Saison beendete die Mannschaft auf Platz fünf. Die Saison 2020/2021 fand bis Oktober 2020 weitestgehend normal statt und wurde im März 2021 wegen „Corona“ abgebrochen, die Saison 2021/22 stand noch immer unter dem Einfluss der Pandemie.

#### Sportliche Erfolge
- Deutsche Futsal-Meisterschaft der Junioren
  - Vizemeister der A-Jugend 2025
- Fußballmeisterschaft des Verbandes Berliner Athletik-Vereine
  - Meister: 1909, 1910, 1911
- Berliner Fußballmeisterschaft
  - Vizemeister: 2023
  - Dritter: 2018
- Berliner Fußballpokal
  - Finalist: 2018

#### Statistik ab 2000
| Saison  | Spielklasse | Liga                     | Platz | Sp | S  | U  | N  | Tore  | +/- | Punkte | Pokal (Berlin)                                 |
| ------- | ----------- | ------------------------ | ----- | -- | -- | -- | -- | ----- | --- | ------ | ---------------------------------------------- |
| 2000/01 | VI          | Landesliga (Staffel II)  | 06/16 | 30 | 12 | 07 | 11 | 67:51 | +16 | 43     | k. A.                                          |
| 2001/02 | VI          | Landesliga (Staffel I) ▲ | 01/16 | 30 | 20 | 06 | 04 | 78:39 | +39 | 66     | k. A.                                          |
| 2002/03 | V           | Verbandsliga Berlin      | 12/18 | 34 | 10 | 10 | 14 | 42:51 | 0−9 | 40     | k. A.                                          |
| 2003/04 | V           | Verbandsliga Berlin ▼    | 15/18 | 34 | 08 | 12 | 14 | 51:56 | 0−5 | 36     | k. A.                                          |
| 2004/05 | VI          | Landesliga (Staffel I)   | 04/16 | 30 | 15 | 05 | 10 | 65:51 | +14 | 50     | k. A.                                          |
| 2005/06 | VI          | Landesliga (Staffel I) ▲ | 02/16 | 30 | 19 | 07 | 04 | 64:22 | +42 | 64     | k. A.                                          |
| 2006/07 | V           | Verbandsliga Berlin      | 15/18 | 34 | 08 | 11 | 15 | 39:66 | −27 | 35     | k. A.                                          |
| 2007/08 | V           | Verbandsliga Berlin ▼    | 16/18 | 34 | 08 | 07 | 19 | 42:68 | −26 | 31     | 2. Runde (1:3 gegen Hertha 03 Zehlendorf)      |
| 2008/09 | VII (1)     | Landesliga (Staffel I)   | 07/16 | 30 | 13 | 07 | 10 | 72:54 | +18 | 46     | Achtelfinale (1:4 gegen VfB Hermsdorf)         |
| 2009/10 | VII         | Landesliga (Staffel I) ▲ | 01/16 | 30 | 21 | 05 | 04 | 71:27 | +44 | 68     | 3. Runde (0:1 gegen Reinickendorfer Füchse)    |
| 2010/11 | VI          | Berlin-Liga              | 06/18 | 34 | 15 | 06 | 13 | 55:43 | +12 | 51     | Viertelfinale (0:2 gegen BFC Dynamo)           |
| 2011/12 | VI          | Berlin-Liga              | 07/19 | 36 | 15 | 10 | 11 | 65:61 | 0+4 | 55     | 3. Runde (3:6 gegen Hertha 03 Zehlendorf)      |
| 2012/13 | VI          | Berlin-Liga              | 04/18 | 34 | 16 | 09 | 09 | 81:46 | +35 | 57     | 3. Runde (1:3 gegen SC Charlottenburg)         |
| 2013/14 | VI          | Berlin-Liga              | 10/18 | 34 | 13 | 06 | 15 | 61:60 | 0+1 | 45     | Viertelfinale (0:1 gegen BFC Dynamo)           |
| 2014/15 | VI          | Berlin-Liga              | 11/18 | 34 | 10 | 10 | 14 | 64:68 | 0−4 | 40     | 1. Runde (0:4 gegen SFC Stern 1900)            |
| 2015/16 | VI          | Berlin-Liga              | 13/18 | 34 | 11 | 07 | 16 | 65:66 | 0−1 | 40     | Achtelfinale (4:5 n. E. gegen Mariendorfer SV) |
| 2016/17 | VI          | Berlin-Liga              | 09/18 | 34 | 13 | 07 | 14 | 68:59 | 0+9 | 46     | Viertelfinale (0:4 gegen VSG Altglienicke)     |
| 2017/18 | VI          | Berlin-Liga              | 03/18 | 34 | 20 | 08 | 06 | 90:47 | +43 | 68     | Finale (1:2 gegen BFC Dynamo)                  |
| 2018/19 | VI          | Berlin-Liga              | 04/18 | 34 | 18 | 07 | 09 | 60:44 | +16 | 61     | 3. Hauptrunde (0:3 gegen VfB Hermsdorf)        |
| 2019/20 | VI          | Berlin-Liga              | 05/18 | 22 | 10 | 07 | 05 | 47:32 | +15 | 01,68  | Halbfinale (0:3 gegen FC Viktoria 1889 Berlin) |
| 2020/21 | VI          | Berlin-Liga              | 04/20 | 10 | 06 | 02 | 02 | 28:16 | +12 | 20     | 3. Runde (2)                                   |
| 2021/22 | VI          | Berlin-Liga              | 05/19 | 36 | 20 | 08 | 08 | 81:53 | +28 | 68     | 3. Runde (0:3 gegen CFC Hertha 06)             |
| 2022/23 | VI          | Berlin-Liga              | 02/18 | 34 | 22 | 08 | 04 | 74:31 | +43 | 74     | 2. Runde (0:1 gegen FC Viktoria 1889 Berlin)   |
| 2023/24 | VI          | Berlin-Liga              | 08/18 | 34 | 13 | 08 | 13 | 56:53 | 0+3 | 47     | Achtelfinale (3:6 gegen Frohnauer SC)          |
| 2024/25 | VI          | Berlin-Liga              |       |    |    |    |    |       |     |        | 3. Runde (0:2 gegen Spandauer Kickers)         |

### Hockey

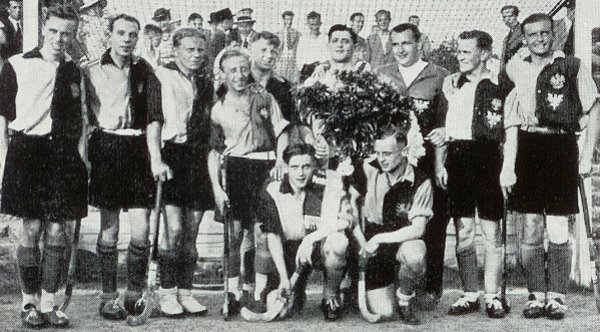
1937 – Berliner SC
der erste deutsche Hockeymeister

Die Hockeymannschaft der Herren wurde 1937 erster deutscher Hockeymeister (2:1 n. V. gegen ETuF Essen). Im Jahr darauf konnten sie diesen Erfolg wiederholen (1:0 gegen TV Sachsenhausen). Die Mädchen A wurden 1975 deutscher Meister in der Halle und ein Jahr später als Weibliche Jugend deutsche Vizemeister. Die Knaben A wurden 1988 deutsche Vizemeister auf dem Feld und 2002 deutscher Meister. Die Männliche Jugend B wurde 2020 Deutscher Meister in der Halle.
Prominenteste Mitglieder der Hockey-Abteilung sind der frühere DSB-Präsident Manfred Freiherr von Richthofen und der Silbermedaillengewinner von 1936 Kurt Weiß, nach dem die Sporthalle auf dem Clubgelände Hubertus-Sportplatz benannt wurde.
Die Herrenmannschaft des Berliner SC spielt auf dem Feld in der Regionalliga und sind zur Saison 2019/20 in die 2. Bundesliga aufgestiegen. In der Halle spielen sie seit einigen Jahren in der 2. Bundesliga. Für die Saison 2018/19 sind die Herren in die 1. Bundesliga aufgestiegen, konnten aber die Liga nicht halten. Die Damen gehören im Feld und in der Halle der Regionalliga an. Jugendmannschaften gibt es in allen Altersklassen.
| Spieler            | Zeitraum | Anzahl Spiele |
| ------------------ | -------- | ------------- |
| Franzkowski, Erwin | 1925–28  | 04            |
| Herting, Bruno     | 1937     | 02            |
| Müller, Herbert    | 1926–34  | 19            |
| Oehmke, Bubi       | 1924     | 01            |
| Preuss, Arthur     | 1938–39  | 09            |
| Raack, Heinz       | 1935–42  | 15            |
| Schmidt, Günther   | 1929–34  | 03            |
| Schultz, Kurt      | 1937–38  | 05            |
| Uhl, Hans-Jürgen   | 1935–42  | 08            |
| Weiß, Kurt         | 1927–37  | 40            |

### Rugby
Zur Rugbyabteilung gehören 2018 fast 120 Mitglieder. Sie richtet jährlich ein großes Internationales 10er Turnier aus. Sportliche Erfolge:
- Berliner Meister 1955, 1957, 1979
- Regionalliga-Meister 1992 und 1994
- 1994 3. Platz bei den internationalen 10er Meisterschaften in St. Gallen
- 1999 1. Platz beim „Kampf in den Mai“ Turnier in Braunschweig
- 1999 3. Platz bei den internationalen offenen Meisterschaften „Rolls Royce Open“ in Derby
- 2000 7. Platz bei den Nordeuropäischen offenen 7-er Meisterschaften in Kopenhagen

Der BSC spielt derzeit in der Regionalliga Nordost.

## Personen
- Gerhard Audorf (1927–1999), Leichtathlet
- Georg Amberger (1890–1949), Leichtathlet
- Alfred Birlem (1888–1956), Fußballspieler und Schiedsrichter
- Hasso von Bismarck (1902–1941), Wintersportler
- Erwin Blask (1910–1999), Leichtathlet
- Albert Brehme (1903–unbekannt), Wintersportler
- Tarek Chahed (* 1996), Fußballspieler
- Carl Diem (1882–1962), Funktionär
- Günter Dohrow (1927–2008), Leichtathlet und Handballspieler
- Wolrad Eberle (1908–1949), Leichtathlet
- Kurt Edel (1920–1987), Leichtathlet und Sportfunktionär
- Leon Friederici (* 1995), Basketballspieler
- Alf Fistler (* 1964), Fußballspieler und Trainer
- Erwin Franzkowiak (1894–1984), Hockeyspieler
- Erwin Hachmann (1897–unbekannt), Wintersportler
- Yazid Heimur (* 2002), Fußballspieler
- Lilli Henoch (1899–1942), Leichtathletin
- Katharina Hentschel (* 1983), Hockeyspielerin
- Max Herrmann (1885–1915), Leichtathlet
- Werner Huth (1905–unbekannt), Wintersportler
- Martha Jacob (1911–1976), Leichtathletin
- Gert Jannsen (* 1939), ehem. Leichtathlet, heute Politiker
- Charlotte Köhler (1907–unbekannt), Leichtathletin
- Bilal Kamarieh (* 1996), Fußballspieler
- Paul Kugler (1889–1976), Fußballspieler und Trainer
- Herbert Kunze (1908–2007), Eishockey- und Tennisspieler
- Maria Lange (* 2000), Fußballspielerin
- Marlene Lufen (* 1970), ehem. Schwimmerin, heute Fernsehmoderatorin
- Arthur Mallwitz (1880–1968), Leichtathlet
- Harry Mehlhose (1914–1976), Leichtathlet
- Amewu Mensah (* 1977), Leichtathletin und Klima-Wissenschaftlerin
- Paul Yogi Mayer (1912–2011), Pädagoge
- Sven Meyer (* 1970), Fußballspieler
- Justus Meyerhof (1885–1944), Leichtathlet
- Otto Montag (1897–1973), Fußballspieler
- Herbert Müller (1904–1966), Hockeyspieler
- Hans Nägle (1902–unbekannt), Wintersportler
- Robert Pasemann (1886–1968), Leichtathlet
- Hans Picker, Wintersportler
- Gerda Pöting (1907–unbekannt), Leichtathletin
- Kofi Amoah Prah (* 1974), Leichtathlet
- Heinz Raack (1917–2002), Hockeyspieler
- Karl Reinhardt, Wintersportler
- Derry Scherhant (* 2002), Fußballspieler
- Fabian Senninger (* 1996), Fußballspieler
- Kiyan Soltanpour (* 1989), Fußballspieler
- Edmund Stöhr (* 1956), Fußballspieler und Trainer
- Bert Sumser (1913–2009), Leichtathlet und Trainer
- Willy Tänzer (1889–1946), Fußballspieler
- Heinrich Troßbach (1903–1947), Leichtathlet
- Wolfgang Troßbach (1927–2021), Leichtathlet
- Cläre Voss, Leichtathletin
- Kurt Weiß (1906–1995), Hockeyspieler
- Dieter Wemhöner (* 1930), Boxer
- Hermann Westerhaus (1900–1973), Leichtathlet
- Paul Willführ (1885–1922), Leichtathlet